# Högeruds kyrka
Högeruds kyrka är en kyrkobyggnad i Arvika kommun. Den är församlingskyrka i Stavnäs-Högeruds församling, Karlstads stift.

## Kyrkobyggnaden
Omkring 300 meter nordost om nuvarande kyrkplats fanns en tidigare träkyrka uppförd 1646. Nuvarande stenkyrka uppfördes åren 1866-1867 efter ritningar av arkitekt Johan Fredrik Åbom. 20 oktober 1867 ägde invigningen rum. Kyrkan består av ett rektangulärt långhus med rakt kor i öster av samma bredd som långhuset. Norr om koret finns en sakristia. Vid långhusets västra sida finns kyrktornet med ingång. Tornet har en fyrsidigt glasad lanternin med spetsig spira.

## Inventarier
- Predikstolen och altaruppsatsen är tillverkade 1740 av bildhuggaren Isak Schullström.
- Dopfunten är inköpt till kyrkan 1916.

## Orgel
- Orgeln i tidstypisk klassicistisk stil är byggd av E A Setterquist & Son i Örebro och installerad 1890. Orgeln har sex stämmor och manual med bihängd pedal. Den är mekanisk och har fasta kombinationer.

| Manual           | Pedal   | Koppel  |
| Borduna 16’ B/D  | Bihängd | Man/Ped |
| Principal 8’ B/D |         |         |
| Rörflöjt 8’      |         |         |
| Salicional 8’    |         |         |
| Octava 4'        |         |         |
| Flöjt 4'         |         |         |

### Webbkällor
- Kyrkor i Karlstads stift Del I, Utgiven av Värmlands Museum och Karlstads stift, 2008, ISBN 91-85224-71-5
- byggnadspresentation
- Wikimedia Commons har media som rör Högeruds kyrka.